# خرفه ساحلی
خُرفه ساحلی (نام علمی: Sesuvium portulacastrum) نام یک گونه از تیره علف‌فرشیان است.